# Hr.Ms. Oosterschelde (1943)
De Hr.Ms. Oosterschelde (M 835) was een Nederlandse mijnenveger van de Borndiepklasse, vernoemd naar de Zeeuwse zeearm de Oosterschelde. Het schip is als YMS 230 van de YMS-klasse gebouwd door de Amerikaanse scheepswerf Frank L. Sample, Jr. uit Boothbay Harbor. Na het afronden van de bouw is het schip op 7 juli 1943 overgedragen aan de Britse marine waar het schip dienst heeft gedaan als BYMS 2230. Op 1 januari 1947 is het schip overgedragen aan de Nederlandse marine waar het tot 1957 dienst heeft gedaan.